# 范岷彚
范岷彚（1568年—1598年），號念湖，四川省敘州府富順縣人。

## 生平
戊辰十月二十七日生，治《詩經》二房。萬曆十九年（1591年）辛卯科四川鄉試舉人，年二十五歲中式萬曆二十年（1592年）壬辰科會試一百二十一名，未廷試，卒于萬曆二十六年戊戌。墓在富順縣北蔡家溪。

## 家族
曾祖范魯詩；祖范巡；父范懋和，貴州參政。兄范岷望，隆庆庚午举人，盐运司通判。侄子范鉁，萬曆癸丑進士。范鈁，字子元，癸丑进士，官兵部职方司郎中。范鑛（范岷献子），四十七年己未科进士。